# Joseph Szabo
Joseph Szabó – születési nevén Szabó József – (Nyúl, 1925. április 30. – Alès, 2010. november 5.) emigráns magyar festőművész és szobrász. Tanulmányait Budapesten, a Képzőművészeti Főiskolán végezte 1947-53 között. Tanárai Szőnyi István (festő, 1894–1960), Bencze László (festő), Pap Gyula (festő) és Barcsay Jenő. 1956-ban kivándorolt Franciaországba. Párizsban majd Nizzában folytatta képzőművészeti tanulmányait. Kezdetben szürrealisztikus, sötét és komor színvilágú, Grünewald vagy Bosch munkáit idéző képeket fest, majd a nyolcvanas évek végére egészen az absztrakció határához jut, egy sokkal felszabadultabb, színesebb és kevésbé figuratív festészet felé fordul. Később mozaik hatású, expresszív festményeket fest. A képek mellett szobrokat is készít, egy monumentális alkotása a sète-i Médiathèque François Mitterand épülete előtt áll. Festményeit számos galériában, többek között Zürichben, Chicagóban, New Yorkban, Montrealban, Párizsban, Lyonban, Nîmes-ben, valamint Madridban, Milánóban, Genfben mutatták be.

## Életpályája
1925-ben született a Győr melletti Nyúlon. Paraszti családból származott, gyermekkorát hét testvérével szegénységben töltötte. Már kilencéves korában ámulatba ejtette tanítóját kivételes rajztehetségével, azonban a család nehéz anyagi helyzete miatt csak huszonkét éves korában, 1947-ben kerülhetett Budapestre, a Magyar Képzőművészeti Főiskolára. Itt megismerkedett a budapesti értelmiségi körökkel, színházi előadásokra járt, és felfedezte a zenét, amiben szintén tehetségesnek bizonyult, de hamar abbahagyta zenei tanulmányait, hogy minden erejét a festészetnek szentelje.
1953-ban, a Főiskola befejezésével jelentős ösztöndíjat juttattak neki. Műteremhez jutott, és anyagi helyzete olyan életvitelt biztosított számára, melyre sok kortársa áhítozott. Azonban a kommunista államhatalom politikája által rákényszerített kötelezettségek miatt rabnak, kiszolgáltatottnak érzi magát. 1956-ban megnyíltak a határok Nyugat felé, ekkor úgy döntött, megvalósítja gyermekkori álmát, és Franciaországba távozott. Ösztöndíjjal felvették a Párizsi Művészeti Akadémiára.Technikai tudását, felkészültségét diáktársai és tanárai egyaránt elismerték, aminek megnyilvánulása az volt, hogy 1958-ban ő nyerte el a párizsi Écola des Beaux-Arts magyar festők alkotásaiból rendezett kiállítás fődíját. Elszigeteltségtől szenvedett, elveszettnek érezte magát Párizsban. Felfedezte, hogy a középszerű silányságot magasztalják fel az égig, másod-, sőt harmadrangú művészek sikeresek, olyan praktikáknak köszönhetően, amit ő becsületből mindig is elvetett, és megvetett.
Tanulmányait a nizzai Szépművészeti Főiskolán folytatta, – "Ez alatt az időszak alatt végig ösztöndíjat és étkezést kaptam az egyetemi menzán, amiért egész életemben hálás leszek Franciaországnak"2 – , itt műtermet biztosítottak neki. Kitűnő hírnévnek örvendett Franciaországban, és egy neki adományozott díjnak köszönhetően a kultuszminiszter segítségével jelentős anyagi támogatáshoz jutott, kamatmentes hitel formájában. A pénzből egy romos ház helyreállításába kezdett, minden munkát saját kezűleg végezve. A dél-francia Lussan-ba költözött, ott ismét restaurált egy házat, de ez sem elégítette ki: eladta a felújított házat, és egy száz éve lakatlan épületet újított fel Fons-sur-Lussan-ban.
1967-ben meghívták az Egyesült Államokba, több vásznát viszontláthatta Chicago legjelentősebb galériájában, és olyan kiállításokon, melyeken a legmagasabb színvonalú művek láthatók. Mindeközben egy Egyesült Államokban élő francia műgyűjtő szerződési ajánlatot tett részére, amit nem fogadott el. Franciaországból hozott műveit magas árakon tudta értékesíteni, azonban helyben készült műveiben nem lelte örömét, és eladni is csak alig féláron tudta őket. Három hónap után visszatért Franciaországba. Egy párizsi kiállítás alkalmával a televízió bemutatta néhány művét, és kommentálta azokat, mint a művész magyar temperamentummal megjelölt érzelmeinek, szenvedésének erőteljes kifejezését. Visszatérte után 1978-ban Madridban a legjobb körülmények között állította ki vásznait. Újságírók, a rádió, a televízió, nagy lelkesedéssel tudósított az eseményről.

## Munkássága
Fantasztikus szürrealista festmények:
A sikereket ez a rendkívül termékeny korszak hozta meg számára. Ebben a korban a figuratív kifejezés iránti szerelem, és a konkrét ikonográfiába vetett bizalom, még a legmerészebb spekulációkban is távol tartják Szabót az absztrakttól, mint tisztességtelen lerövidítéstől. A testek és a formák rubensi barokk nagysága, tágassága; a kontúrok gótikus pontossága. Festészete a legnagyobb művészekre emlékeztető munka. Mindez hosszadalmas erőfeszítések gyümölcse, fájdalmas üzenet. Ismeretlen világból érkező üzenet.
Hogy ezekhez hasonló igen magas színvonalon máshol is megtalálhassuk a művészeti műhelyekben, vissza kell mennünk egészen a németalföldi flamand művészek olajalkotásaihoz. Kompozíciói mozgással átitatottak, de még ha a gesztusok hatalmat is sugároznak, azok inkább magabiztosak és izmosak, mint erőszakosak és idegesek. De főleg mindig nagyon emberiek. S pontosan ebben különbözik azoktól, amik első pillantásra eszünkbe ötlenek, Hieronymos Bosch, vagy Salvador Dali műveitől.
Erősen foglalkoztatja az ember eredete. Honnan jöttünk? Honnan származunk?
„Amíg léteznek emberek, addig az alkotásokat embereknek kellene inspirálniuk, az ő fantasztikus, végtelen, kimeríthetetlen álmaiknak, még akkor is, ha e területen a delírium határait súrolja. A legmélyebb valóságunk nem a mindennapos megújuló álmainkban létezik? Ez szabadít fel, ez segít minket egy olyan társadalomban, melyben legtöbbször fogolynak érezzük magunkat.” Festészetében sokszor aggasztó, és impozáns fantasztikus lények jelennek meg. Ezeken keresztül fejezi ki a bennünk egymás mellett létező primitív, elnyomott érzelmeket, amelyek felszínre törnek, és elárasztják a tudatot. Az egoizmus szörnyeit félelmet keltő állati külsővel festette meg. Amikor testi alakban jelenik meg a szörny a képen, akkor legtöbbször ez a központi figura a festményen. A lélek legmélyéről feltörő érzelmeket fejezik ki, s azt a gondolatot, amit szavakkal nem lehet elmondani. A művész saját maga és mások legintimebb szférájának felfedezésére indul.
A megjelenített lények, – úgy tűnik-, hogy onnan túlról érkeznek, és azt fejezik ki, amivel mindnyájan konfrontálódunk az életben: nehézségeket vagy örömöket, de legfőképpen az élet nagy kérdéseinek keresését.
A tárgyak különösen hiányoznak a képeken, ahogyan táj, horizont sincs, sem az, amit „természetnek” nevezünk. A festő minden látható-érzékelhető maszkon túlmegy: ezek az alakot öltött maszkok kioldódnak, leesnek, mint a lepedő és kosztüm finom, törékeny páncélja lehull viselőjéről. Ezek alatt az illuzórikus szeszélyek, ezek alatt a rongyok alatt végül feltűnik az ember a maga valóságában. Ezek a tekintetek, amik szomorúságot, fáradtságot, tiszta örömet, derűt sugároznak, minden egyes jelenetet végigkísérnek, és beborítanak, s hogy még jobban ezekre koncentráljunk, Szabó oda nem illő tárgyakat rak oda, amelyek az ő belső lényéből születtek.
Nem hull sohasem hallucinációkba, vagy rémálomba, és nem érinti a diabolikus világot, hanem ironikus, patetikus, groteszk, titokzatos, szimbolikus, megrögzött, szabadító, részletekben gazdag történetben fejezi ki magát, olyan színekben úszva, amelyek már minden gondolkozást kiküszöbölnek. Ezeket a mély rezonanciákat fejezi ki egy olyan technika, olyan színvilág, amely szintén elutasítja a könnyelműséget, inkább megdicsőíti a szépséget.
Joseph Szabó csak nagyon kis ecsetekkel dolgozott, egészen tisztázott vonásokkal, hasonlóképpen azokhoz, akik a porcelánok aranyfestését végzik. Ezekkel a finom eszközökkel tudta megvalósítani a vásznain megjelenő szereplőket pontról pontra haladva, úgy, mintha minden egyes ecsetvonás egy új élő sejtet adna az alakhoz.
Szabó életműve szakaszokra bontható.
Joseph Szabó a nagy magányosok közé tartozott. Kompozícióin különös figurák együttese jelenik meg: a Biblia lelki szegényei, Dosztojevszkij megszomorítottjai lehetnek ők, akiknek alakjában Szabó egyes francia kritikusai a szülőföld népét, a magyar parasztok alakját vélik felfedezni, de akik azokat az emlékeket is előhívják, amelyek a 16–17. századi flamand és holland festészethez kötik a kép nézőjét. Parasztlakodalom és vásári mulatság, mutatványosok és természeti jelenség felé bámulók, Keresztelő Szent János prédikációjára összegyűlt hallgatóság vagy a borzongató legendák szörnyeit vizionáló csoportok – minden jelen van a képeken, ami Brueghel, Bosch és kortársaik kompozícióin jelen voltak.
Szörnyek vagy inkább szörnyecskék, madarak és madáremberek. Egyszerű, mondhatni uniformizált arcok, a rájuk merevedett mosoly, a bizonytalansággal elegy várakozás kicsit együgyű, de nem ellenszenves vigyora. Egyikük-másikuk kezében könyv, vagy primitív nagyító, üvegdarab, talán tükör, a mutatványos golyót egyensúlyoz az orra hegyén, egy másik kürtbe fúj, talán zenél. Kicsik, nagyok és még nagyobbak, folytonos dimenzióváltásban, emberek, közöttük olykor mellszobor, szobrok, de az is megesik, hogy a testből csak az érzések, lelkiállapotok tükrözője, az arc marad. Több esetben emelvényen jelennek meg a figurák, s mögöttük, mint Dalí, Tanguy alkotásain, perspektivikus vonalakkal tagolt színpadi terek vezetnek a háttér sivatagos, sziklás tájai felé. Szabó József egy olyan különös, mondhatni holdbéli tájon rendezte be színpadát a képi példázatok szereplői számára, amely mindennek mondható, csak földi paradicsomnak nem. A civilizáció romhalmaza inkább, hiszen ahogyan egy helyen a városokról szóló Brechtet idézve mondja: „Bementünk, de semmit nem nyertünk vele, eltűnünk gyorsan, a városok is eltűnnek lassanként.”
Szabó korai festményei, éppúgy, mint néhány mű a csatlakozó fázisokból, már számos francia és nemzetközi egyéni és csoportos kiállításon voltak láthatók. Az 1970-es évek végétől képei a geometrikus elemek, mértani formák emberfejeket, alakokat formáznak. A világos kontúrú, élénk színű geometrikus elemek kezeket, fejeket, melleket formáznak tömött kompozícióban.
Szabó József így egy új dimenzióhoz jutott el, kiindulva az álmok, a fantasztikus különös világából, valóságosan kitört egy színekben pompázó, tudós és egyben letisztult világba, ahova bevezet minket. Útját a rajz világítja meg, amely lehetővé teszi intenzív kereséseinek mélyebb és érzékenyebb megértését: ez a művész érzelmének tiszta és közvetlen interpretálása.
A 80-as évektől figuratív és nonfiguratív (biomorf) képeket fest. Talán ezekben ment legtávolabb az elvonatkoztatás terén. Technikája Airbrush.
Az utolsó periódus festményei, expresszív, mozaik hatású képek, éppúgy, mint ő maga, alapjában véve nem hagyták el Szabó művész-otthonát. Felcserélhetetlenül viselik magukon Szabó kéznyomát, kevés kivételtől eltekintve azonban nincsenek aláírva. 2010-es halálának évében a festő így magyarázta ezt: „…gyakorlatilag majdnem készek, hiányzik két vagy három javítás és bevonattal 50 százalékkal szebbek lettek volna”.
Szobrai értelmezéséhez megkerülhetetlen festészetének vizsgálata. Érdekes és többször előforduló motívum képein a páncélzat, amely néhány évvel később szobraiban tűnik fel újra. Vaskos testekkel, gépies, robotszerű, statikus emberi alakokkal találkozunk, amelyek leginkább Fernand Léger figuráival mutatnak rokonságot. Akárcsak Légert, Szabót is komolyan foglalkoztatta az iparosodás társadalmi hatása. Szabó attól tartott, hogy lassanként maga az ember is elgépiesedik, lelkét veszíti, és ezt az aggodalmat tükrözik a szóban forgó festményei, szobrai, köztük a Sète-ben felállított monumentális méretű, hét méter magas Gólem-szerű figurája is.

## Egyéni kiállításai
- 1967 Chicago, Los Angeles, Montreal
- 1973 Manzini Galérie d’Arte – Milano
- 1976 La Galérie Bernard Letu – Genf
- 1976 Galerie Plexus – CHEXBRES – Svájc
- 1977 Galérie Chiron – Párizs
- 1978 Musée Fabre – Montpellier
- 1978 Madrid
- 1980 Musée Paul Valéry – Sète
- 1981 Musée Colombier – Alès
- 1981 Galérie Malaval – Lyon
- 1982 Musée d’Évreux Ancien Évéché – Évreux
- 1982 Musée de Berry – Bourges
- 1990 Vichy Galerie D'Art Contemporain – Franciaország
- 1991 Nîmes Espace Gard – Franciaország
- 2012 Bakonyi Ház – Sopron
- 2014 Makláry Fine Arts – Budapest
- 2016 Hal Köz Galéria – Debrecen
- ???? Nîmes Galérie Intermezzo

## Díjai
- Exposition des Peintres Hongrois aux Beaux-Arts – 1. díj, (1958)
- A Saint-Germain-Des-Près-ben megrendezett Grafikai és Képzőművészeti Fesztivál Nemzetközi Festészeti I. díja, (1975)
- Franciaország Humanitárius Nagydíja (Vermeil medállal)
- „Párizsi Kritika” tiszti rendjének kitüntetése: „Aranypálma” díj
- A Hispániai–Belga Érdemrend Fabiola királyné Aranypálma díjának kitüntetettje
- Marie-Zoe Green-Mercier (USA) Nemzetközi Szobrászati Díj: I. helyezett.